# ريتشل تتزوج (فلم)
ريتشل تتزوج (بالإنجليزية: Rachel Getting Married) هو فيلم دراما من بطولة آن هاثاواي صدر في 2008 رُشح لـ20 جائزة متنوعة؛ أبرزها جائزة الأوسكار لأفضل ممثلة عن دور آن هاثاواي في الفيلم، كما فاز بـ18 جائزة أخرى، إلا أن الفيلم لم يجمع سوى 16 مليون دولار من عرضه حول العالم.

## القصة
منذ الصباح تستعد عائلة السيد باشمان للحدث السعيد، وهو زواج الابنة راتشيل (روزماري ديويت) بحبيبها الذي طالما تمنَّت أن تقضيَ بقية عمرها معه. وفي الوقت الذي يبدو فيه الجو رائعًا ومناسبًا للاحتفال بالعروسين، تهب العواصف داخل المنزل مع حضور كيم (آن هاثواي)، أخت راتشيل، وهروبها من مصحتها التي تتعافى فيها من الإدمان؛ فقط لتحضر زفاف أختها. يتسبَّب مجيء كيم المفاجئ باضطراب العائلة كلها، وتذكِّرهم للماضي الأليم والتاريخ الطويل من الصراعات والخلافات المستمرة معها، خاصةً وهي تحاول التعافي عن الإدمان منذ أكثر من عشر سنوات. تزداد الحدة بين الأختين عندما تعلم كيم أن راتشيل قد اختارت إحدى صديقاتها لتكون وصيفة الشرف بدلاً منها، وهو ما أغضبها وجعلها تشعر بأنها بُترت من جسد العائلة، في الوقت الذي ترى فيه راتشيل أن والدهما يتعاطف بشكل مُبالَغ فيه مع كيم التي لا تستحق ذلك من الأساس.

## روابط خارجية
- ريتشل تتزوج على موقع IMDb (الإنجليزية)
- ريتشل تتزوج على موقع ميتاكريتيك (الإنجليزية)
- ريتشل تتزوج على موقع الموسوعة البريطانية (الإنجليزية)
- ريتشل تتزوج على موقع روتن توميتوز (الإنجليزية)
- ريتشل تتزوج على موقع نتفليكس (الإنجليزية)
- ريتشل تتزوج على موقع قاعدة بيانات الأفلام العربية
- ريتشل تتزوج على موقع ألو سيني (الفرنسية)
- ريتشل تتزوج على موقع Turner Classic Movies (الإنجليزية)
- ريتشل تتزوج على موقع أول موفي (الإنجليزية)
- ريتشل تتزوج على موقع بوكس أوفيس موجو (الإنجليزية)